# UK Independence Party
Die UK Independence Party (UKIP oder Ukip [ˈjuːkɪp]; Partei für die Unabhängigkeit des Vereinigten Königreichs) ist eine EU-skeptische und rechtspopulistische, gelegentlich auch als radikalliberal bezeichnete britische Partei. Sie hat zwölf regionale Unterorganisationen. Nigel Farage, UKIP-Vorsitzender von 2010 bis Juli 2016, machte den Austritt des Vereinigten Königreiches aus der Europäischen Union  („Brexit“) zum Hauptziel der UKIP. Beim Brexit-Referendum am 23. Juni 2016 votierten 51,89 % der Abstimmenden für einen Brexit.
Die Britische Unterhauswahl 2015 war die einzige Wahl, bei der die UKIP drittstärkste Partei wurde (sie erhielt 12,6 % der Stimmen). 2001 erhielt sie 1,8 %, 2005 2,2 %, 2010 3,1 % und 2017 1,8 %. Bei der Unterhauswahl 2019 erhielt sie 0,1 % der Stimmen und verlor ihren letzten Sitz im Unterhaus.
Unter dem Vorsitzenden Gerard Batten ist die Partei seit 2018 stärker nach rechts gerückt; sie hat sich islamfeindlich und rassistisch ausgerichtet.

## Parteiführer
- 1993–1997: Alan Sked
- 1997:–0000 Craig Mackinlay (kommissarisch)
- 1997–2000: Michael Holmes
- 2000–2002: Jeffrey Titford
- 2002–2006: Roger Knapman
- 2006–2009: Nigel Farage
- 2009–2010: Baron Malcolm Pearson
- 2010:–0000 Jeffrey Titford (kommissarisch)
- 2010–2016: Nigel Farage
- 2016:–0000 Diane James
- 2016:–0000 Nigel Farage (kommissarisch)
- 2016–2017: Paul Nuttall
- 2017:–0000 Steve Crowther (kommissarisch)
- 2017–2018: Henry Bolton[12]
- 2018–2019: Gerard Batten (zunächst kommissarisch)[13]
- 2019:–0000 Piers Wauchope (kommissarisch)
- 2019:–0000 Richard Braine
- 2019–2020: Patricia Mountain (kommissarisch)
- 2020–2020: Freddy Vachha
- 2020 – 19. Oktober 2021: Neil Hamilton (kommissarisch)
- 19. Oktober 2021 – 13. Mai 2024: Neil Hamilton
- 13. Mai – 15. Juni 2024: Lois Perry
- seit 15. Juni 2024: Nick Marcel Tenconi (kommissarisch)

## Im Europaparlament

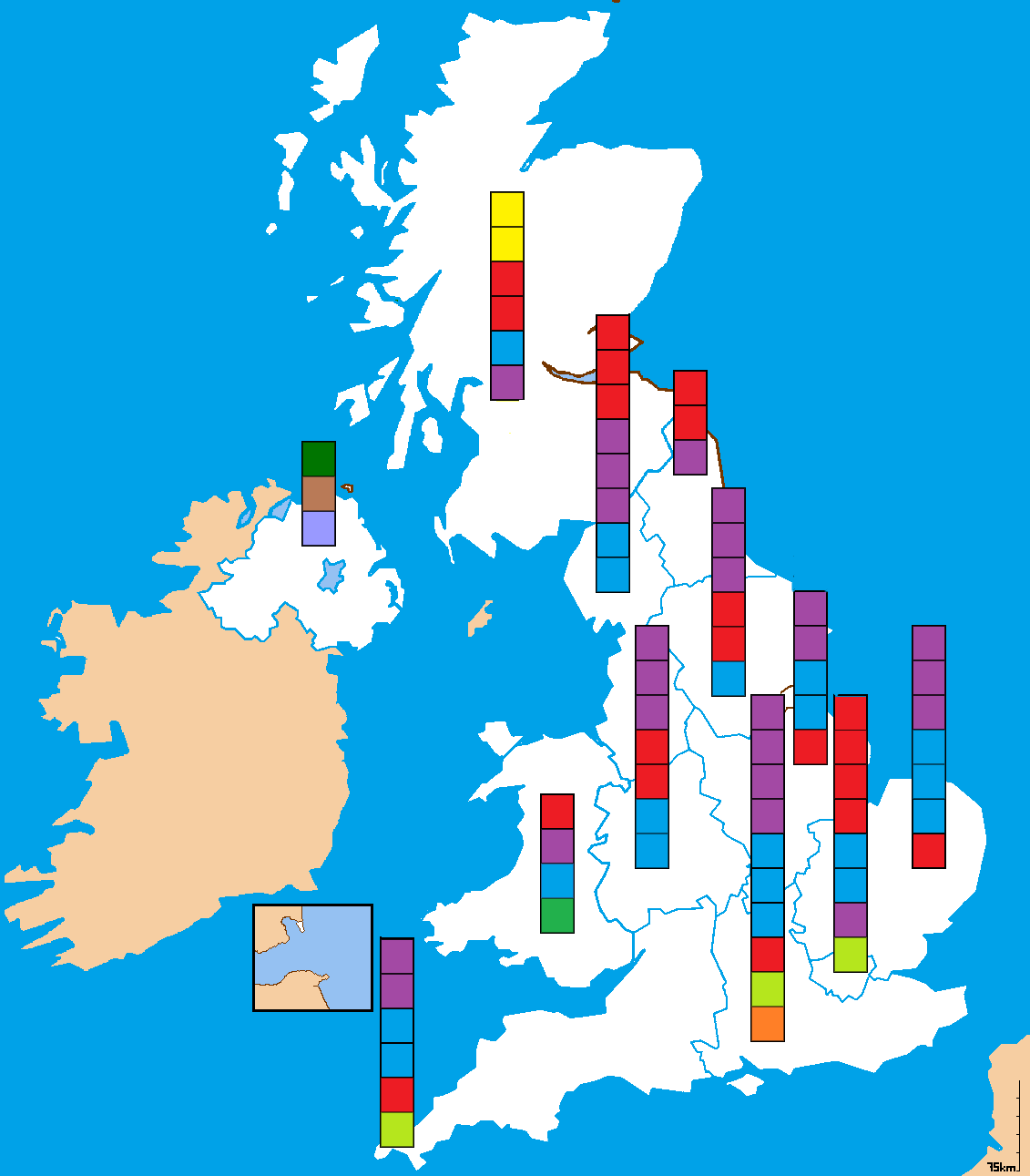
Ergebnisse der Europawahl im Vereinigten Königreich 2014. Das Vereinigte Königreich war bei dieser Wahl in zwölf Wahlkreise unterteilt, in denen jeweils eine bestimmte Zahl an Abgeordneten gewählt wurden (Beispiel Schottland: sechs Abgeordnete, London: acht Abgeordnete). Jedes Kästchen steht dabei für einen Abgeordneten.

1994 trat die UKIP erstmals zur Europawahl an und bekam ein Prozent der Stimmen.
Bei der Europawahl 1999 wurde im Vereinigten Königreich erstmals das Verhältniswahlrecht in zwölf Wahlregionen angewandt. Die UKIP erreichte 7,0 % der Wählerstimmen und konnte damit drei Mandate erreichen. Gewählt wurden Nigel Farage (South East England), Jeffrey Titford (East of England) und Michael Holmes (South West England). Sie schlossen sich der Fraktion für das Europa der Demokratien und der Unterschiede an.
Bei der Europawahl im Juni 2004 erzielte die UKIP 16,8 % der Wählerstimmen und zwölf Sitze im Europäischen Parlament. Nach dem Ausschluss von Ashley Mote (MdEP, fraktionslos) aus der Partei schlossen sich die elf verbliebenen UKIP-Mitglieder der europakritischen Fraktion Unabhängigkeit und Demokratie (Ind/DEM) an.
Später verließ das Zugpferd der Europawahlkampagne, der bekannte Fernsehtalkmaster Robert Kilroy-Silk, der in den 1980er Jahren für die Labour Party im Unterhaus gesessen hatte, die UKIP und gründete im Februar 2005 die Partei Veritas.
Bei der Europawahl im Vereinigten Königreich 2009 wurde die UKIP mit 16,5 % die zweitstärkste Partei. Die 13 gewählten Mitglieder des Europäischen Parlaments saßen in der neu gegründeten Fraktion Europa der Freiheit und der Demokratie (EFD), mit Ausnahme von Trevor Colman. Die Abgeordneten Nikki Sinclaire („We-Demand-a-Referendum“-Partei), Mike Nattrass („An Independence Party“), Godfrey Bloom, Marta Andreasen und David Campbell Bannerman (Konservative) verließen während der Legislaturperiode die UKIP und EFD. Der für die Konservativen gewählte Roger Helmer trat dagegen zur UKIP und EFD über. Im Herbst 2010 gründete der UKIP-Europaabgeordnete Godfrey Bloom mit Abgeordneten der österreichischen FPÖ und weiteren Parteien aus sechs Ländern die Europäische Allianz für Freiheit (EAF). Die Gründung der EAF war innerparteilich umstritten und Bloom trat schließlich 2014 aus der UKIP aus.
Bei der Europawahl im Vereinigten Königreich 2014 erhielt die UKIP 28 % und wurde mit 24 Sitzen stärkste britische Partei. Sie gründeten mit der italienischen MoVimento 5 Stelle (Fünf-Sterne-Bewegung) die Fraktion Europa der Freiheit und der direkten Demokratie (EFDD). Im selben Jahr gründete die Mehrheit der UKIP-Europaabgeordneten, trotz eines gegensätzlich lautenden Beschlusses der Parteibasis, die europäische Partei Alliance for Direct Democracy in Europe. 2016 traten zwei Abgeordnete auch wieder der EAF bei. Die ADDE wurde 2017 nach finanziellen Unregelmäßigkeiten aufgelöst. Die EAF stellte Ende 2017 ihre Arbeit ein.

## Wahlergebnisse auf nationaler Ebene
Bei der Unterhauswahl am 5. Mai 2005 erhielt die UKIP rund 2,3 % der Stimmen und konnte in keinem der 646 Wahlkreise einen Sieg für sich verbuchen. Bei der Unterhauswahl 2010 erhielt die UKIP 3,1 % der Stimmen und erneut keinen Sitz im Unterhaus.
| Jahr | Parteimitglieder |
| ---- | ---------------- |
| 2002 | 9.000            |
| 2003 | 16.000           |
| 2004 | 26.000           |
| 2005 | 19.000           |
| 2006 | 16.000           |
| 2007 | 15.878           |
| 2008 | 14.630           |
| 2009 | 16.252           |
| 2010 | 15.535           |
| 2011 | 17.184           |
| 2012 | 20.409           |
| 2013 | 32.447           |
| 2014 | 36.056           |
| 2015 | 45.000           |
| 2016 | 32.757           |
| 2020 | 3.888            |

Bei Regionalwahlen im Mai 2013 in England und Wales konnte die UKIP 147 (6,2 %) der insgesamt 2362 zur Wahl stehenden Gemeinderatssitze (nicht in allen Kommunen wurde gewählt) in England gewinnen, was einem Zugewinn von 5,9 Prozentpunkten entsprach.
Die UKIP hatte zu dieser Zeit drei Mitglieder im House of Lords:
- David Verney, 21. Baron Willoughby de Broke
- Malcolm Pearson, Baron Pearson of Rannoch
- David Stevens, Baron Stevens of Ludgate

Am 9. Oktober 2014 gewann der UKIP-Kandidat Douglas Carswell die Nachwahl im südenglischen Wahlkreis Clacton mit 12.404 Stimmen Mehrheit. Er erhielt knapp 60 % der Stimmen und der nächstplatzierte Kandidat der Konservativen 25 %. Carswell war damit der erste direkt ins Unterhaus gewählte Abgeordnete der UKIP. Er war zuvor gewählter Abgeordneter der Konservativen Partei für diesen Wahlkreis gewesen, hatte aber dann seinen Wechsel zur UKIP bekanntgegeben und sein Abgeordnetenmandat niedergelegt, weswegen die Nachwahl notwendig wurde. In der Nachwahl trat er als UKIP-Kandidat an. Eine zweite Nachwahl im nordenglischen Wahlkreis Heywood and Middleton, einem seit 1983 immer sicher von Labour gewonnenen Wahlkreis, wurde am selben Tag nur sehr knapp von der Kandidatin der Labour Party mit 617 Stimmen Vorsprung gegenüber dem UKIP-Kandidaten gewonnen. UKIP-Parteichef Farage äußerte nach dem Erfolg die Erwartung, dass noch weitere gewählte Unterhausabgeordnete zur UKIP überlaufen könnten.
Am 20. November 2014 gewann der UKIP-Kandidat Mark Reckless in einer Nachwahl den Wahlkreis Rochester in Kent mit 16.867 Stimmen (42,1 %); die Zweitplatzierte Kelly Tolhurst von der Konservativen Partei erhielt 13.947 Stimmen. Auch Reckless war von den Konservativen zur UKIP gewechselt und hatte anschließend sein Parlamentsmandat zurückgegeben, um sich in der Nachwahl erneut den Wählern zu stellen. Bei der Unterhauswahl 2010 hatten die Konservativen den Wahlkreis noch mit 9.000 Stimmen Vorsprung gewonnen.
Bei den Unterhauswahlen am 7. Mai 2015 erhielt die UKIP 12,6 % der Stimmen. Wegen des Mehrheitswahlrechts gewann die UKIP mit Carswell in Clacton nur ein Mandat. Da Parteichef Farage in seinem Wahlkreis South Thanet nicht gewählt wurde, trat er, wie angekündigt, am Wahlabend vom Parteivorsitz zurück. Vier Tage später erklärte Farage jedoch, dass sein Rücktritt vom UKIP-Parteivorstand abgelehnt worden sei und er sich entschlossen habe, die UKIP weiter zu leiten. Einige UKIP-Parteifunktionäre zeigten sich damit nicht einverstanden und empfahlen Farage eine Auszeit.

## Entwicklung nach dem EU-Austritts-Referendum
Nach dem aus Parteisicht erfolgreichen Brexit-Referendum kam es zu einer Führungskrise und einer programmatischen Krise bei UKIP. Farage erklärte am 4. Juli 2016 seinen Rücktritt als Vorsitzender. Seine Nachfolgerin wurde MdEP Diane James. Diese trat allerdings nach 18 Tagen am 5. Oktober 2016 zurück, weil ihr „die Autorität und der Rückhalt in der Partei“ fehlten. Am 23. Oktober 2016 meldeten Suzanne Evans und Paul Nuttall ihre Kandidatur an. Zuvor hatte der Europaparlamentsabgeordnete Steven Woolfe, der ebenfalls als Kandidat gehandelt worden war, nach einer tätlichen Auseinandersetzung mit einem Parteikollegen öffentlich seine Absage erklärt und seinen baldigen Parteiaustritt angekündigt. UKIP befinde sich „in einer Abwärtsspirale“.
Am 28. November 2016 wurde Paul Nuttall mit 62,6 % der Delegiertenstimmen gegen seine Mitbewerber Suzanne Evans und John Rees-Evans zum neuen Vorsitzenden gewählt. Peter Whittle, Abgeordneter der Londoner Stadtverordnetenversammlung wurde sein Stellvertreter. Unter Nutall musste die Partei eine Reihe von Niederlagen hinnehmen. Im März 2017 verließ der einzige Unterhausabgeordnete Carswell die Partei. Bei der Kommunalwahl 2017 verlor UKIP 145 von 146 Mandaten. Bei der vorgezogenen Unterhauswahl 2017 rutschte die Partei von etwa 3,88 Millionen Stimmen auf etwa 590.000 Stimmen ab. Am Tag nach der Wahl trat Nutall zurück.
Steve Crowther übernahm kommissarisch den Vorsitz. Mehrere kommunale Mandatsmitglieder verließen die Partei, zum Beispiel wechselten alle drei UKIP-Mandatsträger im Stadtrat von Plymouth zu den Konservativen. Neuer Vorsitzender wurde am 29. September 2017 Henry Bolton. Zwei seiner Gegenkandidaten bei der Vorsitzendenwahl verließen die Partei, um neue Parteien zu gründen. Unter Bolton fiel die Mitgliederzahl um 1.000 Mitglieder pro Monat und lag im Januar 2018 bei 18.000. Im Januar 2018 kam Bolton unter Druck, nachdem bekannt wurde, dass er seine Ehefrau für das 30 Jahre jüngere Model Jo Marney verlassen hatte. Marneys UKIP-Mitgliedschaft war suspendiert worden, nachdem eine Reihe von SMS-Nachrichten von ihr mit rassistischen Bemerkungen über Meghan Markle, damals Verlobte von Prinz Harry, öffentlich wurden. Das National Executive Committee (NEC) der UKIP beschloss am 21. Januar 2018 ein Misstrauensvotum gegen Bolton; am 17. Februar 2018 sprachen die Parteimitglieder Bolton das Misstrauen aus.
Kommissarisch übernahm der Europaabgeordnete Gerard Batten den Vorsitz, bis er am 14. April 2018 ohne Gegenkandidaten zum neuen Vorsitzenden gewählt wurde. Batten richtete die Partei nach rechts aus. Unter anderem nahm er drei umstrittene Youtuber in die Partei auf. Bis zum Juli 2018 konnte die UKIP 15 % mehr Mitglieder verzeichnen. Großes Aufsehen erregte die Berufung von Tommy Robinson zu Battens Berater. Robinson ist Gründer der rechtsextremen und islamfeindlichen English Defence League. Auf Grund der zunehmend Ausrichtung der Partei auf einen islamfeindlichen und rassistischen Kurs verließen eine Reihe von Mandatsträgern, unter anderem bis auf drei alle Europaabgeordnete, und einfache Mitgliedern die Partei, Anfang Dezember 2018 sogar der Gründer und Ex-Vorsitzende Farage.
Einen schweren Schlag erlitt die Partei durch die Gründung der Brexit Party im Januar 2019, in der der ehemalige UKIP-Vorsitzende Nigel Farage nach kurzer Zeit eine prominente Rolle einnahm. Die Brexit Party propagierte hinsichtlich des EU-Austritts ein inhaltlich zu UKIP praktisch identisches Programm, distanzierte sich aber von deren vermeintlichen rechtsextremistischen Tendenzen. Schon in den Meinungsumfragen vor der Europawahl 2019 kündigte sich ein Absturz von UKIP an, der sich bei der Wahl am 23. Mai 2019 auch realisierte. UKIP verlor sämtliche 24 Mandate und fiel auf 3,2 Prozent Stimmenanteil ab. Die konkurrierende Brexit Party gewann demgegenüber 30,5 Prozent der Stimmen und 29 Mandate.

## Politisches Programm
Neben dem Austritt aus der Europäischen Union, der bis zu 120 Milliarden Britische Pfund sparen solle, setzt sich die Partei für verschiedene weitere Ziele ein, darunter:
- die Einführung verbindlicher Referenden (Volksentscheide),
- eine Reform des britischen Wahlrechts, bei der die UKIP das 'Alternative-Vote-Plus'-Verfahren bevorzugt, d. h. ein Wahlrecht, bei dem ein Teil der Kandidaten in Wahlkreisen nach einem Rangfolgewahlrecht gewählt wird, ein anderer Teil über Partei-Regionallisten, so dass sich insgesamt eine proportionale Repräsentation der Parteien ergibt,
- Einführung eines englischen Regionalparlaments,
- Einführung des Georgstags als englischen Feiertag,
- eine Flat Tax von 31 % oberhalb einer Freigrenze von 11.500 Pfund jährlich,
- Einschränkungen für ausländische Direktinvestitionen,
- die Einrichtung einer Freihandelszone im Commonwealth of Nations,
- eine Erweiterung des britischen Militärbudgets um 40 % und der britischen Armee um 25 %,
- eine einheitliche Mindestrente,
- eine Vereinfachung des britischen Sozialstaats und seine Begrenzung auf Menschen, die seit mindestens fünf Jahren in Großbritannien leben,
- Investitionen in Kernenergie und „saubere Kohlekraftwerke“, Ablehnung von Windparks,
- Streichung jeglicher staatlicher Finanzierung von Klimaschutz,
- einen Ausbau der britischen Verkehrsinfrastruktur und die Einführung einer Maut für ausländische Lastkraftwagen,
- ein Stopp der „unkontrollierten Einwanderung nach Großbritannien“,
- drastische Verschärfung des Strafrechts (Abschaffung des Human Rights Act 1998, der die Europäische Menschenrechtskonvention in Großbritannien implementiert; Verdoppelung der Zahl der Haftzellen, kein Wahlrecht für Gefangene)
- Verbot von Burkas und Niqabs in öffentlichen Gebäuden,
- Ablehnung von Multikulturalismus und Förderung einer einheitlichen britischen Kultur, „Abschaffung politischer Korrektheit“,
- Einführung einer Kommission, die sich mit der sog. Kontroverse um die globale Erwärmung befassen soll,
- Verbot von Al Gores Film Eine unbequeme Wahrheit an britischen Schulen,
- Lockerung des Rauchverbotes.

## Wahlergebnisse in der Übersicht
Die folgende Tabelle zeigt die Wahlergebnisse der UKIP bei den Unterhaus- und bei den Wahlen zum Europäischen Parlament.
| Jahr | Wahl                                        | Wähler    | Stimmenanteil | Sitze |
| ---- | ------------------------------------------- | --------- | ------------- | ----- |
| 1994 | Europawahl 1994                             | 155.487   | 01,0 %        | 0/87  |
| 1997 | Unterhauswahl 1997                          | 105.722   | 00,5 %        | 0/659 |
| 1999 | Europawahl 1999                             | 696.057   | 06,7 %        | 3/87  |
| 2000 | Wahl zur London-Versammlung 2000            | 34.054    | 2,1 %         | 0/25  |
| 2001 | Unterhauswahl 2001                          | 390.563   | 01,5 %        | 0/659 |
| 2003 | Parlamentswahl in Schottland 2003           | 11.969    | 0,6 %         | 0/129 |
| 2003 | Wahl zur Nationalversammlung für Wales 2003 | 29.427    | 3,5 %         | 0/60  |
| 2004 | Wahl zur London-Versammlung 2004            | 156.780   | 8,4 %         | 2/25  |
| 2004 | Europawahl 2004                             | 2.650.768 | 16,1 %        | 12/78 |
| 2005 | Unterhauswahl 2005                          | 603.298   | 02,2 %        | 0/646 |
| 2007 | Parlamentswahl in Schottland 2007           | 8.197     | 0,4 %         | 0/129 |
| 2007 | Wahl zur Nationalversammlung für Wales 2007 | 38.490    | 3,9 %         | 0/60  |
| 2007 | Nordirland-Versammlung 2007                 | 1.229     | 0,2 %         | 0/108 |
| 2008 | Wahl zur London-Versammlung 2008            | 46.617    | 1,9 %         | 0/25  |
| 2009 | Europawahl 2009                             | 2.498.226 | 16,6 %        | 13/72 |
| 2010 | Unterhauswahl 2010                          | 919.546   | 03,1 %        | 0/650 |
| 2011 | Parlamentswahl in Schottland 2011           | 18.138    | 0,9 %         | 0/129 |
| 2011 | Wahl zur Nationalversammlung für Wales 2011 | 43.756    | 4,6 %         | 0/60  |
| 2011 | Nordirland-Versammlung 2011                 | 4.152     | 0,6 %         | 0/108 |
| 2012 | Wahl zur London-Versammlung 2012            | 100.040   | 4,5 %         | 0/25  |
| 2014 | Europawahl 2014                             | 4.376.635 | 27,5 %        | 24/73 |
| 2015 | Unterhauswahl 2015                          | 3.881.129 | 12,6 %        | 1/650 |
| 2016 | Parlamentswahl in Schottland 2016           | 46.426    | 2,0 %         | 0/129 |
| 2016 | Wahl zur Nationalversammlung für Wales 2016 | 132.138   | 13,0 %        | 7/60  |
| 2016 | Nordirland-Versammlung 2016                 | 10.109    | 1,5 %         | 0/108 |
| 2016 | Wahl zur London-Versammlung 2016            | 171.069   | 6,5 %         | 2/25  |
| 2017 | Nordirland-Versammlung 2017                 | 1.579     | 0,2 %         | 0/108 |
| 2017 | Unterhauswahl 2017                          | 593.852   | 1,8 %         | 0/650 |
| 2019 | Europawahl 2019                             | 554.463   | 3,2 %         | 0/73  |
| 2019 | Unterhauswahl 2019                          | 22.817    | 0,1 %         | 0/650 |
| 2021 | Parlamentswahl in Schottland 2021           | 3.848     | 0,1 %         | 0/129 |
| 2021 | Parlamentswahl in Wales 2021                | 17.341    | 1,6 %         | 0/60  |
| 2021 | Wahl zur London-Versammlung 2021            | 27.114    | 1,0 %         | 0/25  |
| 2024 | Unterhauswahl 2024                          | 6.530     | 0,0 %         | 0/650 |